# Черноземский, Иван
Ива́н Нико́лов Чернозе́мский (17 февраля 1933, София — 28 мая 2023, София) — болгарский врач-онколог, профессор (1984), директор Национального центра онкологии. Министр здравоохранения Болгарии в 1990—1991 годах.

## Биография
Родился в 1933 году в Софии. Окончил Вторую мужскую гимназию. Был склонен к литературе и истории и мечтал изучать театроведение в Театральном институте, но по настоянию отца поступил в Высший медицинский институт и в 1957 году окончил его по специальности «патофизиология» с золотой медалью. При распределении выбрал сельскую медицину и был назначен главным врачом участковой больницы во Врацкой области: сперва в селе Габаре, затем в Попице.
В 1960 году по конкурсу получил место в аспирантуре по экспериментальной онкологии в Научно-исследовательском онкологическом институте (позднее преобразован в Национальный онкологический центр). С 1964 года научный сотрудник. Стажировался в Амстердаме (1965), Лондоне (1968—1970), Лионе (1972), позднее в США (1988). Кандидат наук в 1966 году. Защитил докторскую диссертацию на тему «Роль клеточной пролиферации в канцерогенезе и проблема дифференциации при раке» («Роля на клетъчната пролиферация в канцерогенезата и проблемът за диференциацията при рака») в 1983 году. Избран профессором в 1984 году.
Директор Национального онкологического центра (1987—1990 и 1995—2000), главный онколог Болгарии. Эксперт Всемирной организации здравоохранения, вице-президент Европейского бюро ВОЗ (1990—1991). Член Высшего медицинского совета при минздраве Болгарии с 2006 года.
Председатель болгарского комитета ЮНИСЕФ, основатель и многолетний руководитель Фонда по борьбе с раком и фонда «Мир», председатель попечительского совета Международного исследовательского фонда Хацуми (HIRF) в Болгарии.
Автор более 200 научных работ, включая 28 монографий.
Умер 28 мая 2023 года в Софии.

## Работа в правительстве
Черноземский был министром здравоохранения в правительствах Андрея Луканова и Димитра Попова:
- с 8 февраля по 21 сентября 1990 года — министр здравоохранения и социальной защиты;
- с 21 сентября по 20 декабря 1990 года и с 22 декабря 1990 по 8 ноября 1991 года — министр здравоохранения.

Заявлял о недопустимости партийности в здравоохранении.

## Награды и память
Кавалер орденов «Стара-планина» I степени и «Кирилл и Мефодий» I степени. Носитель звания «Врач Болгарии» (2003), «Медик года» (2007). Награждён золотой медалью за вклад в онкологию (2012). Почётный гражданин Софии (2013).
Имя профессора Черноземского присвоено Университетской специализированной больнице активного лечения онкологических заболеваний, правопреемнику Института онкологии Национального онкологического центра.